# Kyōkai no Kanata
Kyōkai no Kanata (jap. 境界の彼方, dt. „Jenseits der Begrenzung“) oder auf Englisch Beyond the Boundary ist eine japanische Light-Novel-Reihe, die von Nagomu Torii geschrieben und von Tomoyo Kamoi illustriert wurde. Kyōto Animation veröffentlichte die Reihe seit Juni 2012 und adaptierte sie 2013 als Anime-Fernsehserie sowie 2015 in zwei Anime-Kinofilmen.

## Handlung
In einer Welt, in der übernatürliche Wesen unter den Menschen leben, führt der Oberschüler Akihito Kanbara ein für seine Verhältnisse recht normales Leben. Denn wenngleich er auf den ersten Blick wie ein Mensch wirkt, gehört auch er in die Welt des Übernatürlichen. Akihito ist ein halber Youmu, ein Wesen, welches ihm die Fähigkeit verleiht, Wunden so schnell zu regenerieren, dass er unsterblich ist. Eines Tages sieht er, dass sich ein junges Mädchen vom Dach der Schule stürzen will. Doch er hält sie erfolgreich davon ab und landet so in einer gefährlichen Situation. Denn Mirai Kuriyama gehört zu dem Clan mit dem verfluchten Blut an, einer sehr seltenen Klasse der Geisterwelt, die von anderen übernatürlichen Wesen verhasst und verfolgt wird. So gerät Akihito durch die Rettung von Mirai in diesen Kampf und versucht sie von da an zu beschützen.

## Figuren
Akihito Kanbara (神原 秋人, Kanbara Akihito)
Sprecher: Kenn (Japanisch), Tim Kreuer (Deutsch)
Akihito ist ein japanischer Oberschüler in der 11. Klasse. Er hat blonde Haare und braune Augen. Er wirkt äußerlich wie ein normaler Junge, ist jedoch halb Mensch, halb Youmu, was ihm sehr starke Regenerationsfähigkeiten verleiht. Doch bei extremen Verwundungen aktiviert sich sein Youmu-Unterbewusstsein, was ihn zu einer übernatürlichen Kreatur macht. Akihito hat einen Brillenfetisch.
Mirai Kuriyama (栗山 未来, Kuriyama Mirai)
Sprecher: Risa Taneda (Japanisch), Saskia Bellahn (Deutsch)
Mirai ist die letzte Geisterkriegerin ihres Clans. Sie hat erdbeerblonde Haare und trägt eine rot umrandete Brille. Sie verfügt über die Gabe ihr Blut in jeder gewünschte Form zu bringen. Diese benutzt sie oftmals um ein Schwert daraus zu formen. Ihr Blut scheint verflucht zu sein und hat bei direktem Kontakt eine ätzende Wirkung. Sie zeichnet sich durch ihren oft verwendeten Spruch „Wie unpassend“ (「不愉快です」, „Fuyukai desu“) aus.
Mitsuki Nase (名瀬 美月, Nase Mitsuki)
Sprecher: Minori Chihara (Japanisch), Merete Brettschneider (Deutsch)
Mitsuki ist eine Schülerin in derselben Stufe wie Akihito. Sie hat schwarze Haare. Sie stammt aus einer mächtigen Geisterkrieger-Familie und führt mit Akihito den Literatur-Club, wo sie ihn oft neckt. Ihr Bruder ist Hiroomi Nase.
Hiroomi Nase (名瀬 博臣, Nase Hiroomi)
Sprecher: Tatsuhisa Suzuki (Japanisch), Jesse Grimm (Deutsch)
Hiroomi Nase ist der große Bruder von Mitsuki Nase. Er hat ebenfalls schwarze Haare und stammt aus der Nase-Familie. Hiroomi hat einen speziellen Fetisch für seine kleine Schwester und möchte sie immer beschützen. Er kämpft mit einem Schal, den er immer trägt.
Shizuku Ninomiya (二ノ宮 雫, Ninomiya Shizuku)
Sprecher: Akeno Watanabe (Japanisch), Jennifer Böttcher (Deutsch)

## Veröffentlichung

### Light Novel
Nagomu Torii reichte das Werk zum 2. Kyoto-Animation-Preis bei dem zwar abermals kein Hauptpreis verliehen wurde, das Werk aber neben High Speed! eine lobende Erwähnung erhielt und von Kyōto Animations Light-Novel-Imprint verlegt wird. Die Begleitillustrationen stammen von Tomoyo Kamoi. Der erste Band wurde am 9. Juni 2012 veröffentlicht, wobei bisher (Stand: April 2016) drei Bände erschienen.

### Anime

#### Fernsehserie
Kyōto Animation adaptierte die Romanreihe 2013 als Anime-Fernsehserie unter der Regie von Taichi Ishidate und dem Charakterdesign von Miku Kadowaki. Das Serienskript stammt von Jukki Hanada, das teilweise von der Romanhandlung abweicht und einige neue Figuren einführt. Die 12 Folgen wurden vom 3. Oktober bis 20. Dezember 2013 nach Mitternacht (und damit am vorigen Fernsehtag) auf TV Tokyo ausgestrahlt, sowie mit bis zu zwei Wochen Versatz auch auf TV Aichi, Asahi Hōsō, BS11 und Animax Japan sowie Korea. Die Folgen wurden zwischen dem 8. Januar und dem 4. Juni 2014 auf sechs DVDs und Blu-rays veröffentlicht. Am 2. Juli folgte eine zusätzliche 0. Folge, die von der Handlung her zwei Jahre vorher angesetzt ist.
Crunchyroll streamte die Serie als Simulcast parallel zur japanischen Ausstrahlung mit englischen Untertiteln als Beyond the Boundary. Sentai Filmworks veröffentlichte die Serie auf Blu-ray am 13. Oktober 2015.
Im deutschsprachigen Raum wurde die Serie unter dem Titel Beyond the Boundary – Kyoukai no Kanata samt Bonusfolge von Kazé Deutschland in vier Volumes zwischen dem 30. Oktober 2015 und 27. Mai 2016 auf Blu-ray in einer normalen und limitierten Fassung veröffentlicht.

#### Filme
Ein zweiteiliges Filmprojekt namens Gekijōban Kyōkai no Kanata – I’ll Be Here (劇場版 境界の彼方 -I'LL BE HERE-) wurde ebenfalls von Kyoto Animation unter der Regie von Taichi Ishidate produziert. Der erste Film Kako-hen (過去篇, dt. „Vergangenheitskapitel“) kam am 14. März 2015 in die japanischen Kinos und der zweite Film Mirai-hen (未来篇, dt. „Zukunftskapitel“) am 25. April 2015.

#### Musik
Die Serien- und Filmmusik stammt von Hikaru Nanase. Als Vorspanntitel wurde in der Serie Kyōkai no Kanata von Chihara Misato verwendet und im Abspann ist das Lied Daisy von Stereo Dive Foundation zu hören. Das Filmtitellied war Aitakatta Sora (会いたかった空) von Minori Chihara.